# Carbamato de amônio
Carbamato de amônio é o produto intermediário na síntese da ureia a partir da amônia e gás carbônico, pelo processo desenvolvido e patenteado por Carl Bosch e Wilhelm Meiser:
- Formação do carbamato:

2 NH3 + CO2 → H2N-COONH4
- Desidratação do carbamato:

H2N-COONH4 → (NH2)2CO + H2O